# آرشي سوتون
آرشي سوتون (بالإنجليزية: Archie Sutton)‏ هو لاعب كرة قدم أمريكية أمريكي، ولد في 2 نوفمبر 1941 في نيو أورلينز في الولايات المتحدة، وتوفي في 29 أغسطس 2015 في ياكيما في الولايات المتحدة.

## وصلات خارجية
- آرشي سوتون على موقع مرجع كرة القدم المحترفة.كوم (الإنجليزية)